# Opisthodomos

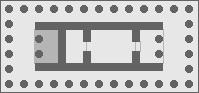
Opistodomos in een peripteros

Een opisthodomos is een uitbouw aan de achterzijde van een Griekse tempel. In de Romeinse architectuur werd deze ruimte het posticum genoemd. De opisthodomos lag achter het adyton. De ruimte bestaat uit de achterwand en 2 zijwanden, de anten, en een rij zuilen. Indien de anten ontbreken is er sprake van een prostylon.
In de antentempel kwam ook een pseudo-opisthodomos voor: er is dan een ruimte achter het adyton waarvan de zijmuren zo kort zijn, dat de zuilen tegen de achtermuur aanstonden waardoor er als het ware een pseudo-ruimte ontstond.